# Oldřich Pavlovský
Oldřich Pavlovský (31. května 1920 Hodonín – 5. prosince 1989 Praha) byl český a československý politik Komunistické strany Československa a poúnorový poslanec Národního shromáždění ČSR a Národního shromáždění ČSSR.

## Život
Pocházel z dělnické rodiny. Před druhou světovou válkou se už od věku 15 let angažoval v komunistických mládežnických sdruženích. Roku 1945 vstoupil do KSČ. V letech 1945–1953 byl stranickým funkcionářem ve Zlíně. Vedl stranickou organizaci v závodě Svit (bývalé Baťovy závody) a v letech 1952–1953 byl ve Zlíně prvním tajemníkem Městského výboru KSČ. Pak se přesunul, v roce 1955 byl tajemníkem Krajského výboru KSČ v Karlových Varech a roku 1956 tajemníkem Krajského výboru KSČ v Liberci. Od roku 1960 až do svého nástupu na diplomatický post byl prvním tajemníkem Krajského výboru KSČ v jižních Čechách.
Ve volbách roku 1954 byl zvolen za KSČ do Národního shromáždění ve volebním obvodu Liberec. Mandát nabyl až dodatečně v listopadu 1959 poté, co rezignoval poslanec Jiří Hlavatý. Mandát získal i ve volbách v roce 1960 (nyní již jako poslanec Národního shromáždění ČSSR za Jihočeský kraj). V parlamentu setrval až do konce funkčního období, tedy do voleb roku 1964. V roce 1963 byl jmenován velvyslancem v SSSR.
11. sjezd KSČ ho zvolil členem Ústředního výboru Komunistické strany Československa. XII. sjezd KSČ, XIII. sjezd KSČ a XIV. sjezd KSČ ho ve funkci potvrdil. Zastával i vládní post. V roce 1968 byl ministrem vnitřního obchodu v první vládě Oldřicha Černíka. Během pražského jara a v době po invaze vojsk Varšavské smlouvy do Československa patřil mezi představitele protireformní prosovětské levice. Spolupodepsal druhý „zvací“ dopis generálnímu tajemníkovi SSSR Leonidu Brežněvovi. Pavlovský se také zúčastnil dne 18. srpna 1968 porady spiklenců na Orlíku a měl být jediným členem tehdejší legální Černíkovy vlády, který se měl stát členem tzv. Indrovy dělnicko-rolnické vlády.
V letech 1969–1975 působil jako velvyslanec ČSSR ve Finsku. a v letech 1975–1982 byl velvyslancem v Jugoslávii. V roce 1984 se uvádí jako vedoucí československé delegace na konferenci o odzbrojení ve Stockholmu. Zemřel v době sametové revoluce v prosinci 1989. Po odchodu z Bělehradu působil až do penzionování v roce 1985 jako jeden z poradců v sekretariátu ministra Bohuslava Chňoupka.